# Petit Le Mans 2023

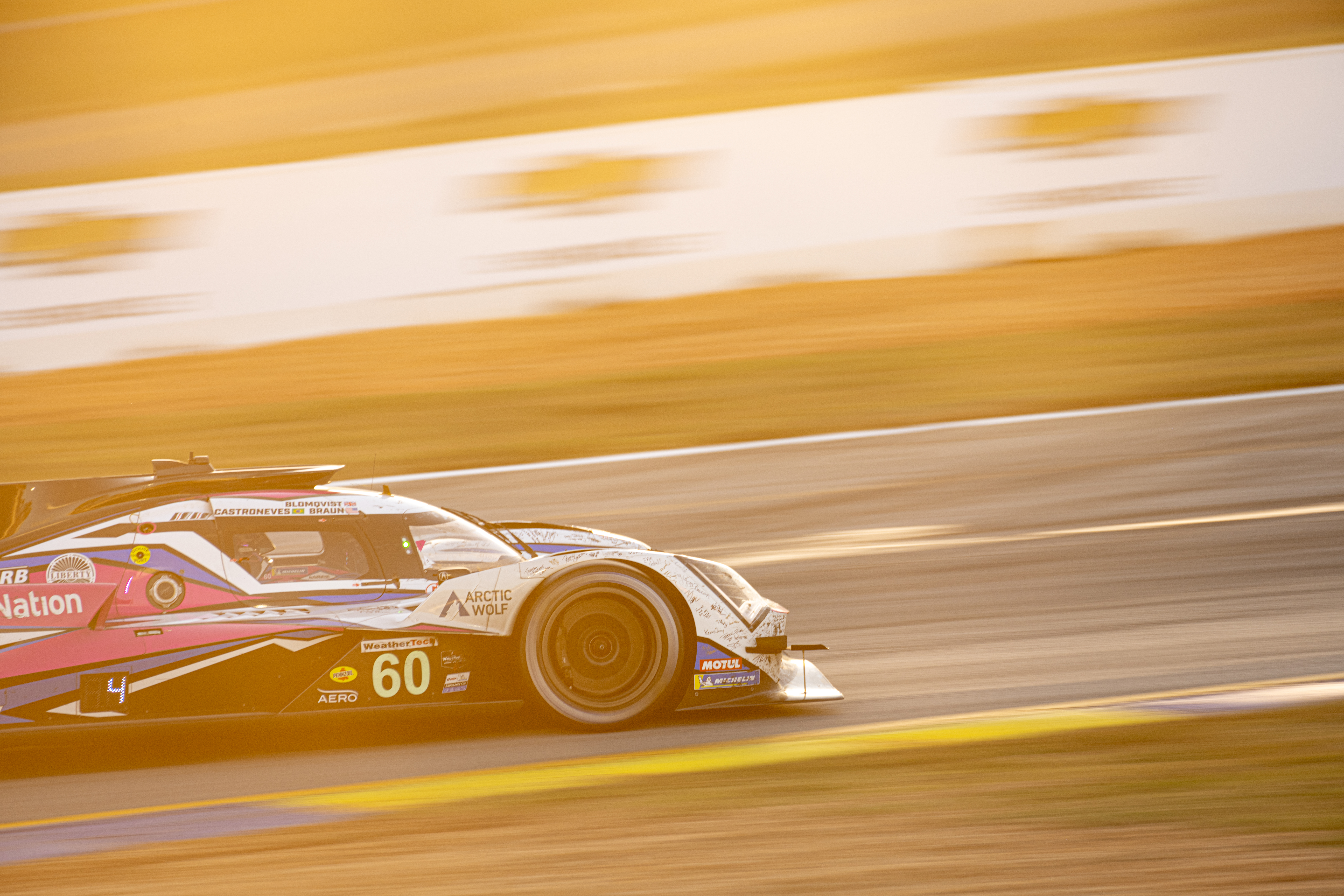
Acura ARX-06, Siegerwagen von Tom Blomqvist, Colin Braun und Hélio Castroneves

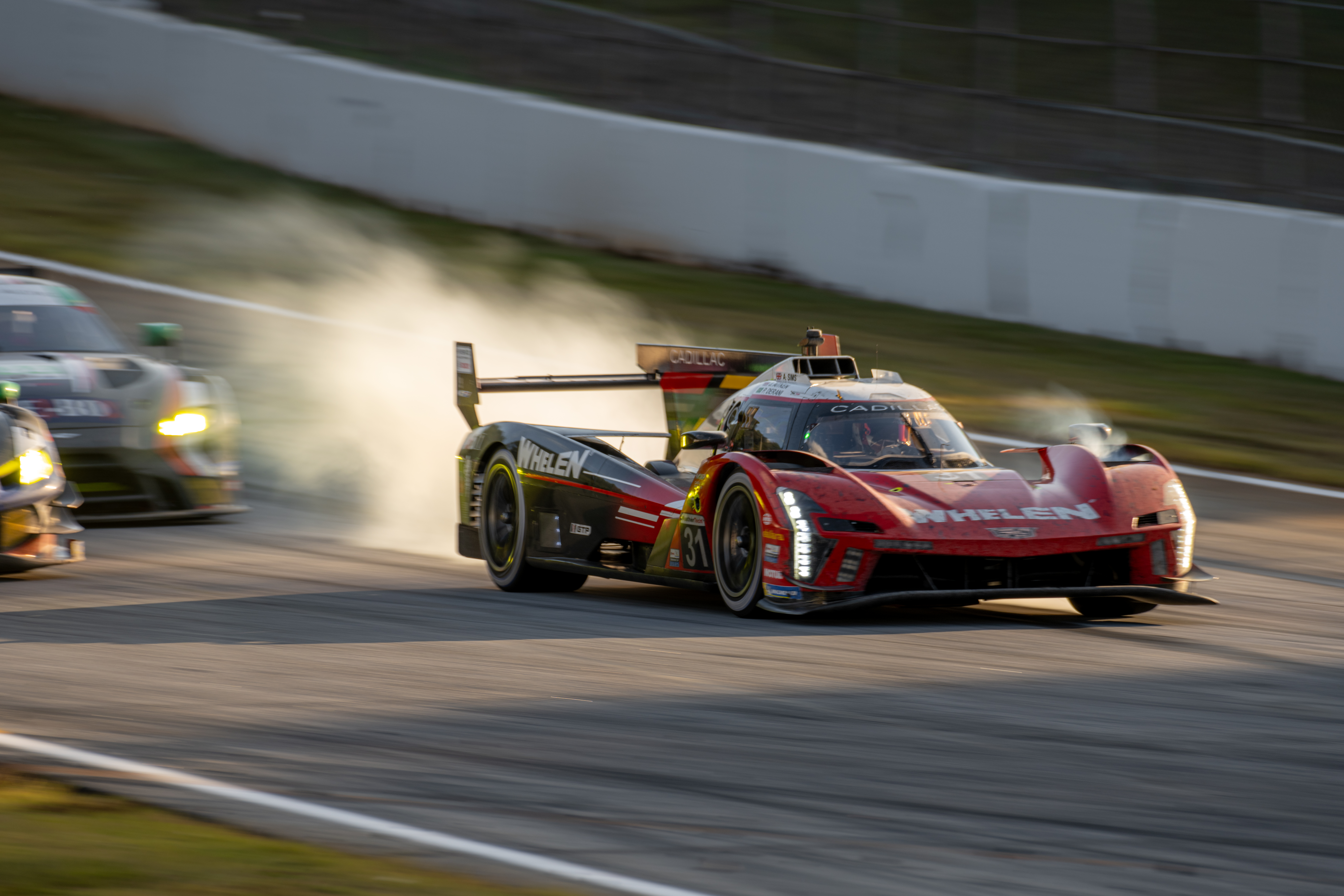
Der sechstplatzierte Cadillac V-Series.R von Jack Aitken, Luís Felipe Derani und Alexander Sims

Das 26. Petit Le Mans, auch 2023 Motul Petit Le Mans, fand am 14. Oktober 2023 auf der Rennstrecke von Road Atlanta statt und war der elfte und letzte Wertungslauf der IMSA WeatherTech SportsCar Championship dieses Jahres.

## Das Rennen
Die Entscheidung über den Gewinn der Meisterschaft fiel knapp eine Stunde vor dem Ende des Rennens. Rundenlang versuchte Filipe Albuquerque im Wayne-Taylor-Racing-Acura ARX-06 den vor ihm an der zweiten Stelle der Gesamtwertung fahrenden Luís Felipe Derani im Cadillac V-Series.R zu überholen und den für den Meisterschaftserfolg notwendigen Rang zu erreichen. Nachdem die Versuche Derani in Kurve 1 innen zu überholen nicht gelangen, versuchte er es an der Außenseite und scheiterte. Derani ließ sich nach außen tragen und drängte Albuquerque von der Strecke, der daraufhin in einen Reifenstapel prallte. Derani und sein Teamkollege Alexander Sims (Jack Aitken bestritt nur die Langstreckenrennen) reichte am Ende der sechste Rang zum Meisterschaftssieg. Das Rennen, das nach einem Motorbrand des Porsche 911 GT3 R (992) mit der Startnummer 31 hinter dem Safety-Car zu Ende ging, gewannen überraschend Tom Blomqvist, Colin Braun und Hélio Castroneves im Meyer-Shank-Racing-Acura vor dem Cadillac V-Series.R von Sébastien Bourdais, Scott Dixon und Renger van der Zande. Der Erfolg hatte eine gewisse Brisanz, da Meyer Shank Racing nach der Manipulation mit dem Reifendruck beim 24-Stunden-Rennen von Daytona den Vertrag mit Honda Performance Development mit dem Ablauf der Saison verlor. In Feierstimmung waren die Mitarbeiter von Proton Competition, der Rennmannschaft von Christian Ried. Gianmaria Bruni, Harry Tincknell und Neel Jani erreichten mit dem dritten Endrang die erste Podiumsplatzierung mit dem Porsche 963.

## Ergebnisse

### Schlussklassement
| 1           | GTP     | 60  | Meyer Shank Racing with Curb-Agajanian      | Tom Blomqvist Colin Braun Hélio Castroneves            | Acura ARX-06                  | 397 |
| 2           | GTP     | 01  | Cadillac Racing                             | Sébastien Bourdais Scott Dixon Renger van der Zande    | Cadillac V-Series.R           | 397 |
| 3           | GTP     | 59  | Proton Competition                          | Gianmaria Bruni Harry Tincknell Neel Jani              | Porsche 963                   | 397 |
| 4           | GTP     | 7   | Porsche Penske Motorsport                   | Matt Campbell Josef Newgarden Felipe Nasr              | Porsche 963                   | 397 |
| 5           | GTP     | 5   | JDC Miller MotorSports                      | Tijmen van der Helm Mike Rockenfeller Jenson Button    | Porsche 963                   | 397 |
| 6           | GTP     | 31  | Whelen Engineering Racing                   | Jack Aitken Luís Felipe Derani Alexander Sims          | Cadillac V-Series.R           | 397 |
| 7           | GTP     | 25  | BMW M Team RLL                              | Connor De Phillippi Sheldon van der Linde Nick Yelloly | BMW M Hybrid V8               | 397 |
| 8           | GTP     | 24  | BMW M Team RLL                              | Philipp Eng Augusto Farfus Marco Wittmann              | BMW M Hybrid V8               | 397 |
| 9           | LMP2    | 04  | CrowdStrike Racing by APR                   | Ben Hanley George Kurtz Nolan Siegel                   | Oreca 07                      | 391 |
| 10          | LMP2    | 35  | TDS Racing                                  | Giedo van der Garde Josh Pierson John Falb             | Oreca 07                      | 391 |
| 11          | LMP2    | 52  | PR1 Mathiasen Motorsports                   | Paul-Loup Chatin Ben Keating Alex Quinn                | Oreca 07                      | 391 |
| 12          | LMP2    | 88  | AF Corse                                    | François Perrodo Matthieu Vaxivière Emmanuel Collard   | Oreca 07                      | 390 |
| 13          | LMP2    | 18  | Era Motorsport                              | Ryan Dalziel Dwight Merriman Christian Rasmussen       | Oreca 07                      | 383 |
| 14          | LMP2    | 20  | High Class Racing                           | Dennis Andersen Anders Fjordbach Ed Jones              | Oreca 07                      | 381 |
| 15          | LMP3    | 30  | Jr III Motorsports                          | Bijoy Garg Nolan Siegel Garett Grist                   | Ligier JS P320                | 379 |
| 16          | LMP3    | 13  | AWA                                         | Matthew Bell Orey Fidani Lars Kern                     | Duqueine M30 - D08            | 379 |
| 17          | LMP3    | 74  | Riley Motorsports                           | Josh Burdon Felipe Fraga Gar Robinson                  | Ligier JS P320                | 379 |
| 18          | GTD-Pro | 79  | WeatherTech Racing                          | Maro Engel Jules Gounon Daniel Juncadella              | Mercedes-AMG GT3 Evo          | 370 |
| 19          | GTD-Pro | 9   | Pfaff Motorsports                           | Klaus Bachler Patrick Pilet Kévin Estre                | Porsche 911 GT3 R (992)       | 370 |
| 20          | GTD     | 78  | US RaceTronics                              | Misha Goikhberg Patrick Liddy Loris Spinelli           | Lamborghini Huracán GT3 Evo 2 | 370 |
| 21          | GTD     | 96  | Turner Motorsport                           | Michael Dinan Robby Foley Patrick Gallagher            | BMW M4 GT3                    | 370 |
| 22          | GTD     | 77  | Wright Motorsports                          | Alan Brynjolfsson Trent Hindman Maxwell Root           | Porsche 911 GT3 R (992)       | 370 |
| 23          | GTD-Pro | 62  | Risi Competizione                           | Alessandro Pier Guidi Davide Rigon Daniel Serra        | Ferrari 296 GT3               | 370 |
| 24          | GTD     | 92  | Kelly-Moss with Riley                       | Julien Andlauer David Brule Alec Udell                 | Porsche 911 GT3 R (992)       | 370 |
| 25          | GTD     | 27  | Heart of Racing Team                        | Roman De Angelis Ian James Marco Sørensen              | Aston Martin Vantage AMR GT3  | 370 |
| 26          | GTD     | 32  | Team Korthoff Motorsports                   | Mikaël Grenier Kenton Koch Mike Skeen                  | Mercedes-AMG GT3 Evo          | 370 |
| 27          | GTD-Pro | 95  | Turner Motorsport                           | Bill Auberlen Chandler Hull Thomas Merrill             | BMW M4 GT3                    | 370 |
| 28          | GTD     | 80  | AO Racing Team                              | P. J. Hyett Gunnar Jeannette Sebastian Priaulx         | Porsche 911 GT3 R (992)       | 370 |
| 29          | GTD-Pro | 23  | Heart of Racing Team                        | Ross Gunn David Pittard Alex Riberas                   | Aston Martin Vantage AMR GT3  | 370 |
| 30          | GTD     | 57  | Winward Racing                              | Indy Dontje Philip Ellis Russell Ward                  | Mercedes-AMG GT3 Evo          | 370 |
| 31          | GTD-Pro | 61  | AF Corse                                    | Simon Mann Miguel Molina James Calado                  | Ferrari 296 GT3               | 370 |
| 32          | GTD     | 023 | Triarsi Competizione                        | Alessio Rovera Charlie Scardina Onofrio Triarsi        | Ferrari 296 GT3               | 370 |
| 33          | LMP2    | 8   | Tower Motorsports                           | Ari Balogh Scott McLaughlin Kyffin Simpson             | Oreca 07                      | 369 |
| 34          | GTD     | 83  | Iron Dames                                  | Doriane Pin Rahel Frey Michelle Gatting                | Lamborghini Huracán GT3 Evo 2 | 367 |
| 35          | GTD     | 47  | Cetilar Racing                              | Antonio Fuoco Roberto Lacorte Giorgio Sernagiotto      | Ferrari 296 GT3               | 364 |
| 36          | LMP3    | 85  | JDC-Miller MotorSports                      | Till Bechtolsheimer Dan Goldberg Rasmus Lindh          | Duqueine M30 - D08            | 359 |
| 37          | GTD     | 93  | Racers Edge Motorsports with WTR            | Danny Formal Ashton Harrison Kyle Marcelli             | Acura NSX GT3 Evo22           | 355 |
| Ausgefallen |         |     |                                             |                                                        |                               |     |
| 38          | GTD     | 16  | Wright Motorsports                          | Ryan Hardwick Jan Heylen Zacharie Robichon             | Porsche 911 GT3 R (992)       | 367 |
| 39          | GTD-Pro | 63  | Iron Lynx                                   | Mirko Bortolotti Jordan Pepper Franck Perera           | Lamborghini Huracán GT3 Evo 2 | 366 |
| 40          | GTP     | 10  | Wayne Taylor Racing with Andretti Autosport | Filipe Albuquerque Louis Delétraz Ricky Taylor         | Acura ARX-06                  | 365 |
| 41          | GTD     | 66  | Gradient Racing                             | Katherine Legge Marc Miller Sheena Monk                | Acura NSX GT3 Evo22           | 365 |
| 42          | GTD     | 12  | Vasser Sullivan Racing                      | Frankie Montecalvo Aaron Telitz Parker Thompson        | Lexus RC F GT3                | 323 |
| 43          | GTD     | 44  | Magnus Racing                               | Andy Lally John Potter Spencer Pumpelly                | Aston Martin Vantage AMR GT3  | 298 |
| 44          | LMP2    | 11  | TDS Racing                                  | Scott Huffaker Mikkel Jensen Steven Thomas             | Oreca 07                      | 262 |
| 45          | LMP3    | 38  | Performance Tech Motorsports                | Cameron Shields Brian Thienes Jonathan Woolridge       | Ligier JS P320                | 221 |
| 46          | GTD     | 1   | Paul Miller Racing                          | Corey Lewis Bryan Sellers Madison Snow                 | BMW M4 GT3                    | 207 |
| 47          | GTP     | 6   | Porsche Penske Motorsport                   | Laurens Vanthoor Mathieu Jaminet Nick Tandy            | Porsche 963                   | 196 |
| 48          | GTD-Pro | 3   | Corvette Racing                             | Antonio García Tommy Milner Jordan Taylor              | Chevrolet Corvette C8.R GTD   | 189 |
| 49          | GTD-Pro | 14  | Vasser Sullivan Racing                      | Ben Barnicoat Jack Hawksworth Kyle Kirkwood            | Lexus RC F GT3                | 153 |
| 50          | LMP3    | 17  | AWA                                         | Wayne Boyd Anthony Mantella Nicolás Varrone            | Duqueine M30 - D08            | 118 |
| 51          | LMP3    | 36  | Andretti Autosport                          | Jarett Andretti Gabby Chaves Glenn van Berlo           | Ligier JS P320                | 85  |
| 52          | GTD     | 70  | Inception Racing                            | Brendan Iribe Ollie Millroy Frederik Schandorff        | McLaren 720S GT3 Evo          | 44  |

### Nur in der Meldeliste
Zu diesem Rennen sind keine weiteren Meldungen bekannt.

### Klassensieger
| Klasse  | Fahrer          | Fahrer        | Fahrer            | Fahrzeug                      | Platzierung im Gesamtklassement |
| ------- | --------------- | ------------- | ----------------- | ----------------------------- | ------------------------------- |
| GTP     | Tom Blomqvist   | Colin Braun   | Hélio Castroneves | Acura ARX-06                  | Gesamtsieg                      |
| LMP2    | Ben Hanley      | George Kurtz  | Nolan Siegel      | Oreca 07                      | Rang 9                          |
| LMP3    | Bijoy Garg      | Nolan Siegel  | Garett Grist      | Ligier JS P320                | Rang 15                         |
| GTD-Pro | Maro Engel      | Jules Gounon  | Daniel Juncadella | Mercedes-AMG GT3 Evo          | Rang 18                         |
| GTD     | Misha Goikhberg | Patrick Liddy | Loris Spinelli    | Lamborghini Huracán GT3 Evo 2 | Rang 20                         |

### Renndaten
- Gemeldet: 52
- Gestartet: 52
- Gewertet: 37
- Rennklassen: 5
- Zuschauer: unbekannt
- Wetter am Renntag: trocken und warm
- Streckenlänge: 4,088 km
- Fahrzeit des Siegerteams: 10:01:40,400 Stunden
- Gesamtrunden des Siegerteams: 397
- Gesamtdistanz des Siegerteams: 1622,936 km
- Siegerschnitt: 161,840 km/h
- Pole Position: Ben Keating – Oreca 07 (#52) – 1:13,589
- Schnellste Rennrunde: Sébastien Bourdais – Cadillac V-Series.R (#01) – 1:10,917 = 207,510 km/h
- Rennserie: 11. Lauf zur IMSA WeatherTech SportsCar Championship 2023